# Megacyclops dussarti
Megacyclops dussarti – gatunek widłonoga z rodziny Cyclopidae. Nazwa naukowa tego gatunku skorupiaków została opublikowana w 1977 roku przez zespół zoologów w składzie: Giuseppe Lucio Pesce i Domenico Maggi.